# فرودگاه سولووکی
فرودگاه سولووکی (به روسی: Соловки) فرودگاهی عمومی واقع در جزایر سولووتسکی در کشور روسیه است.

## شرکت‌های هواپیمایی و مقصدهای پروازی
| شرکت‌های هواپیمایی | مقصدهای پروازی |
| ----------------- | -------------- |
| Nordavia          | تالاگی         |